# Samuel Kokosky

Samuel Kokosky. Fotografie von Fritz Freund, Braunschweig vor 1891.

Samuel Kokosky (geboren am 23. Februar 1838 in Danzig; gestorben am 22. Mai 1899 in Berlin) war ein deutscher Sozialdemokrat, Rechtsanwalt, Journalist und Übersetzer.

## Leben
Samuel Kokosky wurde als Sohn jüdischer Eltern in Danzig geboren. Dort besuchte er das Akademische Gymnasium bis zur Sekunda. Nach siebenjähriger Krankheit lud ihn die Pflegemutter seiner späteren Lebensgefährtin und Ehefrau 1860 nach Königsberg ein, um dort 1861 sein Abitur am Collegium Fridericianum zu machen. An der Universität Königsberg studierte er Rechtswissenschaften. Johann Jacoby war schon in dieser Zeit sein Vorbild. Nach dem juristischen Examen war er 1864 bis 1868 Referendar am Königsberger Kreisgericht. Er gab die „Demokratischen Blätter. Zeitschrift für politische und sociale Fragen“ heraus. In seinem Vortrag Die Erwerbsfähigkeit der Frauen und ihr Einfluss auf die sociale Stellung derselben verknüpfte er die Frauenfrage mit der Sozialen Frage.
Nach dem Leipziger Hochverratsprozess 1872, in dem Wilhelm Liebknecht und August Bebel ihre Haltung gegen die Annexion Elsaß-Lothringens verteidigten, trat Kokosky der Sozialdemokratischen Arbeiterpartei (SDAP) bei. Ende 1872 lud Wilhelm Bracke Samuel Kokosky ein, den Braunschweiger Volksfreund als Redakteur zu leiten. Josef Dietzgen übersandte ihm sein Buch „Das Wesen der menschlichen Kopfarbeit“ zur Rezension. Neben Bracke, Samuel Spier und Leonhard von Bonhorst war Kokosky einer der führenden Vertreter der Braunschweiger Sozialdemokraten.
Im Mai 1873 wurde Kokosky wegen Pressvergehen verhaftet. Wilhelm Blos vertrat ihn während der Haftzeit zeitweilig als Redakteur des Braunschweiger Volksfreundes.
Nach dem Erlass des Sozialistengesetzes gründete er 1879 das „Braunschweiger Unterhaltungsblatt“. Seine Broschüre Zur Luther-Feier, die sich gegen Luther und für die aufständischen Bauern aussprach, soll eine Auflage von 12.000 Exemplaren gehabt haben. 1891 wurde er politischer Redakteur des „Vorwärts“ in Berlin und veröffentlichte eine Auswahl seiner Gedichte. Von 1893 bis 1896 leitet er das sozialdemokratische Unterhaltsblatt „Die Neue Welt“, die gegen den Einfluss der Zeitschrift „Die Gartenlaube“ auf die Arbeiter gerichtet war.
1893 wurde seine lebenslange Krankheit so stark, dass er seine journalistische Tätigkeit bei der „Neuen Welt“ beenden musste. Er heiratet seine Jugendliebe, mit der er schon 30 Jahre zusammen gelebt hatte, in Berlin. Am 22. Mai 1899 erlag Samuel Kokosky einem Herzschlag.

## Parteitage
Auf dem Kongress der SDAP in Eisenach vom 23. bis 27. August 1873 vertrat Kokosky 400 Mitglieder von Holzminden. 100 Mitglieder aus Königsberg, weitere 30 Mitglieder von Stadtoldendorf und 25 Mitglieder aus Wolfenbüttel. Auf einen Antrag von Karl Grillenberger und Kokosky hin, beschloss der Kongress die Reformbedürftigkeit des Parteiprogramms. Auf dem nächsten Kongress in Coburg vom 18. bis 21. Juli 1874 vertrat er 17 Mitglieder aus Wieda und 35 Mitglieder aus Wolfenbüttel. Auf dem Gothaer Vereinigungskongress vom 22. bis 27. Juni 1875 vertrat er 332 Mitglieder aus Braunschweig, 12 aus Brezen, 16 aus Wieda und 40 aus Wolfenbüttel. Auf dem sozialdemokratischen Parteikongress vom 29. März bis 2. April 1883 in Kopenhagen war Kokosky einer der Delegierten.  Auf dem Parteitag in St. Gallen, der vom 2. bis 6. Oktober 1887 stattfand, war Samuel Kokosky einer von 65 Delegierten. Auf dem Parteitag in Halle 1890 erklärte er in einem Debattenbeitrag: „Ich habe überall den Standpunkt vertreten, dass jede Religion, jedes Bekenntnis zu bekämpfen sei...Ist es nicht ein Beispiel von Agitation, wenn man seine Kinder nicht in die Kirche schickt? Wir wollen nicht mehr dem alten Mose folgen“.

## Werke
- Die Erwerbsfähigkeit der Frauen und ihr Einfluß auf die sociale Stellung derselben. Vortrag, gehalten im Handwerker-Verein zu Königsberg am 5. Oktober 1868. Nebst einem Nachtrage von demselben. Braun und Weber, Königsberg 1868 Digitalisat
- Ostpreussische Briefe. Erster Brief. Braun & Weber, Königsberg 1870.
- Herr C. B. Moll und die sociale Frage. Königsberg 1872[18]
- Ein Complot gegen die Internationale Arbeiter-Association. Im Auftrag des Haager Congresses verfaßter Bericht über das Treiben Bakunin’s und der Allianz der sozialistischen Demokratie. Übers. von S. Kokosky. Wilh. Bracke jun. Braunschweig 1874
- (Anonym): Herzog Karl und die Geschichte des Aufstandes und Schloßbrandes zu Braunschweig 1830. Quellenmäßig dargestellt. 2. Auflage, Vogel, Braunschweig 1880 (weitere Ausgabe. Günther, Braunschweig 1907)
- Zur Luther-Feier. 1883[19]
- Raketen und Leuchtkugeln geschleudert in der Nacht des Sozialistengesetzes. Eine Festgabe zum 1. Mai. Fr. Wilke, Berlin 1891 Digitalisat